# Хронологія українського повстанського руху (1947)
Нижче наведено список подій за участю УПА та Організіції українських націоналістів за 1947 рік.

## Січень
- 19 січня — пошукова група МДБ захопила криївку в селі Гаї Шляхтинецькі (нині Гаї-Шевченківські) на Тернопільщині. Четверо повстанців (у тому числі командир військової округи «Лисоня» УПА-Захід «Бондаренко») змогли прорватися. Загинула друкарка штабу Теодозія Пійдгайна–«Дарка», яка прикривала відхід і знищила військового[1].
- 21 січня — на хуторі Діброва поблизу Коропця Монастириського району (пізніше хутір був приєднаний до смт. Коропець) у бою зі спецгрупою МДБ вбитий Петро Хамчук (Бистрий) курінний УПА, командир 18-го (Чортківського) ТВ «Стрипа»[2].
- 23 січня — штурм спецгрупою МДБ схрону у селі Жуків Бережанського району Тернопільської області. Загинули шеф Служби безпеки ОУН Микола Арсенич-«Березовський», його дружина женреферент крайпроводу ОУН-Львів Ганна Гунько-«Віра», зв'язкова ЦП ОУН Стефанія Галушко-«Наталка» та охоронець Арсенича)[3][4][5].

## Лютий
- 12 лютого — у Себечові у сутичці з солдатами WOP загинули 2 українських підпільника, а поляки втратили вбитого і пораненого[6].

## Березень
- 22 березня — полк внутрішніх військ захопив криївку в одній із хат села Грімне на Дрогобиччині. Троє повстанців відчайдушно боронилися понад три години, знищивши кількох нападників. Лише після підмоги опергрупи МГБ була спалена хата разом з господарями (пожежа знищили також 6 сусідніх будинків). Двоє повстанців загинули, третього захопили важкопораненим і закатували до смерті[7].
- 27 березня — було вбито майора Бєляєва, районного начальника МДБ у Заболотові[8].
- 28 березня — в районі села Яблінки вояки УПА із сотні «Хріна» (майор УПА Степан Стебельський) атакували конвой, в якому їхав заступник міністра оборони Польщі Кароль Сверчевський. На конвой генерала (дві вантажівки, 32 солдати) напало понад 150 повстанців з кулеметами та мінометами. У ході перестрілки, що зав'язалася, польські солдати спробували атакувати позиції противника, однак були змушені відступити. Солдати відійшли за сусідній рубіж, залишивши на полі бою трьох убитих — генерала Сверчевського, його водія — капрала Стефана Стрельчика і підпоручника Юзефа Крисинського. Частина солдатів охопила паніка. Двоє партизанів підбігли до покинутих автомобілів, але не знайшли в них — попри очікування — жодного спорядження. Коли невдовзі під'їхав ще один автомобіль із групою польських солдатів, упівці відступили. З польських газет Стебельський дізнався, хто загинув від його рук. Таким чином, випадкова засідка принесла сотні «Хріна» успіх, завдяки якому вона відтоді стала найвідомішим підрозділом УПА в Польщі[9][10].

## Квітень
- 8 квітня — значний загін МВС біля села Саджавка на Станіславщині оточив і атакував рій сотні «Імені Колодзінського» УПА-Захід. Повстанці прорвалися, але були вдруге оточені ще більшими силами МВД. Прийнявши бій, воїни УПА знищили 13 військових, поранили біля 20-и. Загинули троє повстанців, ще троє застрелилися, четверо змогли прорватися[11].

## Травень
- 30 травня — повстанцями вбитий 1-го секретаря Олевського РК КП(б)У Кухаренко. Того ж дня вбито начальника Бродівського РВ МДБ майора Нікітіна та голову Бродівської міськради Дримугу[8].

## Червень
- 13 червня — у Бещадах поблизу села Завадка, під час проби прориву до чехословацького кордону потрапив у заплановану підрозділами 1-ї піхотної дивізії ВП засідку і був вбитий командир сотні «Ударники-6» Ярослав Коцьолок-"Крилач"[12].
- 29 червня — об’єднані сотні «Хріна», «Стаха» і «Біра» (Василя Шишканинця), виснажені важкими боями з частина війська Польського, пробилися в районі села Сянки на територію України[13].

## Липень
- 8 липня — партизани атакували чотирьох солдатів з 8-ї роти 91-ї стрілецької дивізії ВВ МВС, які конвоювали 22 в'язнів-націоналістів на ватанжівці. Хоча радянським військовим вдалося відбитися, одинадцять в'язнів, скориставшись стріляниною, втекли[14].

## Серпень
- 18 серпня — о 7.30 ранку в Коломиї було вбито директора паперової фабрики Бориса Тая, який йшов на роботу. У пошуках винних функціонери МДБ провели такі масові арешти працівників фабрики, що на підприємстві не вистачало професійних кадрів[8].
- 18-19 серпня — в Братиславі відбулася конференція Союзу Словацьких партизан, яка постановила домагатися від влади долучення їх до боротьби з відділами УПА. В результаті восени 1947 р, в "Акції Б" брало участь 3630 колишніх партизан[15].
- ?? серпня — на території Чехословаччини живим захоплено сотника УПА Івана Белейловича («Дзвінчук»), керівника групи кур'єрів. Пізніше передано чехословаками МДБ СРСР[16].

## Вересень
- 17 вересня — поблизу Любачіва, будучи оточеним спецзагоном польської держбезпеки, застрелився у бункері Ярослав Старух («Стяг»), член Проводу ОУН та провідник Закерзонського краю (Польща)[17]. Того ж дня був захоплений живим Петро Федорів («Дальнич»), крайовий референт СБ Закерзонського краю[18].

## Жовтень
- 4 жовтня — четверо повстанців, озброєних ППШ, гранатами і пістолетами, увійшли в село Катеринівка Кам'янського району Черкаської області. Партизани увірвалися до приміщення сільради, де знищили портрети радянських партійних лідерів, порвали радянський прапор і розбили касу, забравши шістсот рублів. У приміщенні місцевої канцелярії вони розбили касу колгоспу, забравши з неї 1 500 рублів, і забрали ще 2 000 рублів у місцевого казначея. Перед відходом вони розкидали по селу націоналістичні листівки[19].
- 28 жовтня — група з восьми повстанців під керівнцитвом «Андрія» увійшла в село Мигалки. Партизани прибули в той момент, коли там проходили збори місцевого партійного активу. Вони роздали двадцять націоналістичних листівок сімдесяти особам, які зібралися в залі. На очах у всіх вони знищили портрети радянських керівників, забрали взуття однієї людини (залишивши натомість знищене своє) і відступили[20].